# Killer Is Dead
Killer Is Dead (en español El Asesino Está Muerto) es un videojuego del año 2013 perteneciente al género de acción, desarrollado por la compañía Grasshopper Manufacture y publicado por Kadokawa Shoten en Japón, Xseed Games en América del Norte, y por Deep Silver en Europa.

## Argumento
Killer Is Dead incluye tecnologías como el turismo lunar y las mejoras cibernéticas. El personaje principal es un verdugo llamado Mondo Zappa (voz de Ryotaro Okiayu en la versión japonesa y Patrick Seitz en la versión en Inglés) que recibe los trabajos en Ejecución de la empresa Bryan Firm. Esta, a cargo de un cyborg llamado Bryan Roses, las tareas de Mondo consisten en matar a los criminales y asesinos peligrosos de todo el mundo. Mondo empuña una espada con la mano derecha, pero su brazo izquierdo cibernético se puede convertir en muchas armas diferentes, incluyendo pistolas, taladros, y otros objetos. A pesar de que Mondo viaja por el mundo como parte del juego, Suda lo llama una "historia personal" de "un hombre que no se muestra a sí mismo tanto en el mundo público, pero aún siguiendo su camino en la sociedad y sin piedad elimina el mal dispersado en ella ". "El amor y la ejecución" y "hasta qué punto se puede proteger a alguien", también son temas centrales de la historia.
El juego comienza después de que un antiguo verdugo desquiciado llamado Tokio que ha secuestrado a una niña y está siendo perseguido por un hombre con una katana en la mano, que se parece a Mondo. Tokio lo llama "la oscuridad" justo antes de ser asesinado. A continuación, parpadea y transcurren dos años para la época actual, donde es aceptado en la agencia de ejecución de Bryan Mondo después de su asesinato del ex verdugo en su lugar, que también había sido tomada por una fuerza oscura y fue considerado no apto para su trabajo. Este hombre, Damon, advierte Mondo sobre los peligros del trabajo y que también puede caer al lado oscuro.
Mondo, que mata a muchos seres extraños y monstruosos conocidos como cables, eventualmente matando a una mujer llamada Alice que se transformó en un monstruo de crustáceos como grotesco después de su viaje a la Luna. Ella culpa a un extraño hombre llamado David para lo que la hizo convertirse en un monstruo. Posteriormente, son visitados por una mujer llamada Moon River, quien les pide que asesinan a David. Mondo está de acuerdo y viaja a la luna palacio de David en el lado oscuro de la luna, a pesar de que no es capaz de matar al David ostentoso y excéntrico a pesar de una batalla campal.
Mientras que una extraña fuerza oscura de la luna comienza a convertir a las personas y los objetos inanimados, incluso en monstruos, Mondo se entera de que Moon River fue una vez el gobernante de la Luna, hasta que fue derrocado por David. David ha ganado el control de la materia oscura de la luna y lo está utilizando para apoderarse del mundo, creando Alambres como sus secuaces. Mientras tanto, Mondo presenta intenso dolor de su brazo artificial cada vez que mata a un monstruo.
Finalmente, Dolly, un psíquico que sirve David, los intentos de entrar en la mente de la asistente de Mondo Mika matarlo. Mondo utiliza un medicamento para dormir para luchar contra ella, pero en el proceso saca a relucir todos sus recuerdos. Se da cuenta de que David era su hermano y él perdió su brazo debido al esfuerzo de David para matarlo. David era también un exasesino que trabaja para Bryan, y después de rescatar a Mika, la niña secuestrada en la primera misión, le lavaron el cerebro y la usó para espiar a Mondo antes granuja que va. Bryan dio Mondo su brazo artificial con el fin para él pelear David, aunque su capacidad para absorber la materia oscura significa que Mondo es vulnerable a convertirse en el mal mismo. Él decide ir a la Luna una vez más para ajustar cuentas y detener el mal alboroto de David.
Mondo lucha contra David en su castillo una vez más, pero durante la batalla, tanto de ellos se cambió por el de la materia oscura en los alambres con superpoderes, después de lo cual se pelean de igual a igual con el atuendo de su asesino. Al final, Mondo es capaz de derrotar a David y que dejara de aprovechar toda la potencia de la materia oscura. Sin embargo, el propio Mondo es entonces poseído por la oscuridad y reconstruye el castillo de David. Moon River pide que sea asesinado, así, para gran sorpresa de la Ejecución Firm Bryan. Final del juego es abierto, pero sugiere que Mondo ha convertido el mal en lugar de David.
Mondo y los nombres de David están probablemente basadas en David y Goliat. Mondo, en la jerga de Inglés, es otra palabra para la grande.

## Desarrollo
La planificación de El Asesino Está Muerto comenzó a finales del año 2009 y su adecuado desarrollo comenzó a principios de 2011. Suda se inspiró para el título del proyecto Matar es Morir después de escuchar la canción del grupo musical The Smiths "The Queen Is Dead". En un principio el título era sólo un marcador de posición, sin embargo con el tiempo Suda comenzó a sentir que el nombre coincide con el estilo que iba a tener el juego para el público. El juego fue anunciado formalmente en abril de 2012, pero el tráiler de debut sólo se estrenó en enero de 2013. Suda lo describe como un juego de "Lado Oscuro de 007", inspirándose en libros y películas de Ian Fleming sobre James Bond. A diferencia de Bond, sin embargo, el personaje principal de El Asesino Está Muerto trata de un aún más sórdido submundo que el mundo de la superficie ni siquiera tiene registro.
El juego no es una secuela de Killer7 pero mantiene la esencia de sus últimos juegos de la "serie de asesinos" y "empieza donde Killer7 y No More Heroes terminaron". Suda también llama al juego el yin del yang brillante y alegre de Lollipop Chainsaw. Espadas de características de juego como en No More Heroes, pero con sistemas ampliados, armas, y la acción de lucha libre. El estilo visual es una mejora y evolución del estilo de No More Heroes. El equipo había experimentado originalmente con un estilo gráfico realista y un estilo de dibujos animados parecido al de Killer7 antes de decidirse en el diseño final.

## Lanzamiento
El juego fue blanco de un lanzamiento mundial en el verano de 2013, publicado por Kadokawa Games en Japón y Xseed Games en América del Norte. Deep Silver, la editorial europea, y Sony Computer Entertainment Asia, el editor de la liberación de Asia fuera de Japón, anunció que estas ediciones del juego incluirían tanto temas originales que actúan de voz japonesa e Inglés.
Una versión para PC fue anunciada el 17 de febrero de 2014, como El Asesino Está Muerto: Nightmare Editión. Fue lanzado el 23 de mayo de 2014 en el disco y como una descarga digital. Incluye un nuevo modo de dificultad llamado Pesadilla. En él los enemigos sólo pueden ser derrotados utilizando tres ataques:. Burst Adrenaline, el Dodge Burst y the head.

## Recepción
El juego recibió buena acogida en Japón, con una puntuación de 35 sobre 40 de Famitsu, donde ganó el premio Platinum basado en las puntuaciones de 9/9/9/8 de los cuatro colaboradores.
Los colaboradores occidentales fueron más críticos sobre el juego. En Metacritic Tiene un puntuación de 64, tanto para las versionesPlayStation 3 y Xbox 360. En GameRankings, tiene un récord de 60,07% para la PlayStation 3 y 59,29% para la versión de Xbox 360. Mark Walton de GameSpot criticó una historia confusa, las cuestiones de combate y fisuras de la pantalla sin refinar mientras que elogia los efectos visuales sorprendentes. [Electronic Gaming Monthly  Ray Carsillo también se dieron cuenta de la historia, diciendo que es, "la trama sin sentido más ridículo aún" de Suda 51.